# CP/M

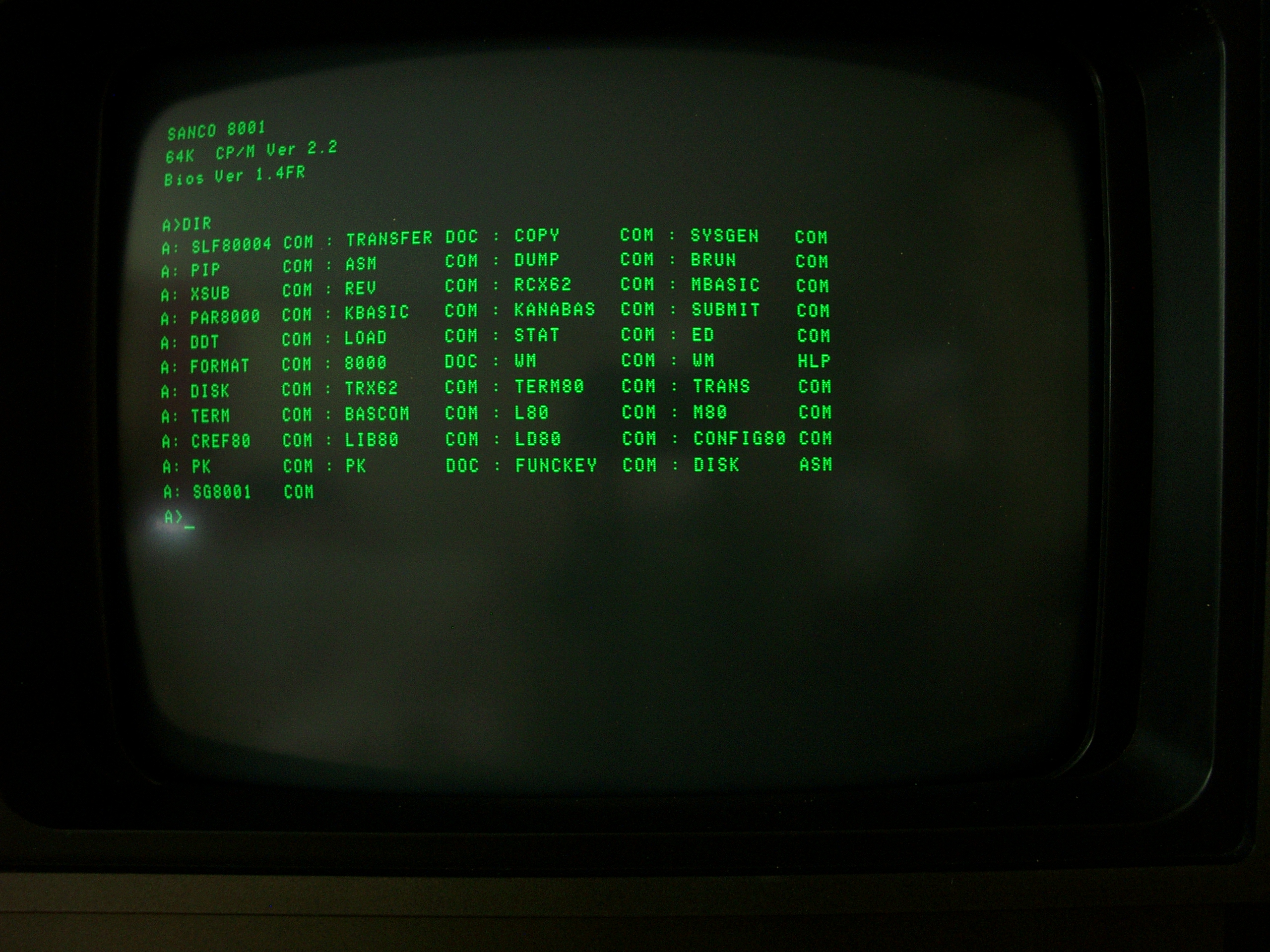
CP/M Ver. 2.2

CP/M (Control Program/Monitor або Control Programs for Microcomputers) — операційна система, спершу призначена для 8-розрядних мікрокомп'ютерів. Написана в 1973 році програмістом Гері Кілдаллом (Gary Kildall) на мові програмування PL/M (Programming Language for Microcomputers). Платформою, для якої Ґері писав операційну систему, була Intel Intellec-8 з 8-дюймовим дисководом фірми Shugart Associates, що під'єднувався до контролера власної конструкції.
Оскільки нові виробники мікрокомп'ютерів створювали свої машини, орієнтуючись на CP/M, ця система ставала свого роду стандартом для розробників програмного забезпечення.

## Історія
CP/M постійно розвивалася, з появою процесора Intel 8086 була створена версія CP/M-86. З 1987 року система стала називатися DR-DOS, яка конкурувала з MS-DOS 3.3.
В 1991 році, компанія Digital Research була куплена компанією Novell, після чого в світ вийшла версія DR-DOS 7.0 (перейменована в Novell DOS). Далі права на DR-DOS були викуплені компанією Caldera, яка випустила версію 7.01 і відкрила вихідний код системи для некомерційного використання.
Існує відкрита і активно розвивається версія OpenDOS, розроблена на основі відкритих Caldera вихідних текстів. Система підтримує LBA, FAT32, а також нову, спеціально розроблену для цієї ОС файлову систему FAT+ .